# Olaf Bock
Olaf Bock (* 26. Februar 1973 in Ost-Berlin) ist ein ehemaliger deutscher Ringer im Freistil und derzeit Lehrertrainer an der Eliteschule des Sports in Luckenwalde.

## Leben
1990 startete Bock bei den Weltmeisterschaften der Junioren in der Gewichtsklasse bis 54 kg. Damals noch für die DDR startend, belegte er den 10. Platz. Ein Jahr später wurde er Deutscher A-Jugendmeister und belegte bei den Europameisterschaften den 4. Platz in der Gewichtsklasse bis 58 kg. Als Deutscher Juniorenmeister startete Bock 1993 bei den Weltmeisterschaften und wurde Achter. Im gleichen Jahr machte er mit Silber beim FILA-Grand-Prix  der Männer in Bratislava auf sich aufmerksam.
Nach abgeschlossener Bankkaufmannlehre begann er 1996 das Studium der Sport- und Wirtschaftswissenschaften in Potsdam. 1998 ging Olaf Bock nach einem Jahr Pause (Kreuzband-OP) und einem Gewichtsklassenwechsel wieder international in Leipzig an den Start. Nach Siegen über Tserenbaatar, Nassari und Ürin wurde er von dem späteren Europameister Bankuti gestoppt und wurde Fünfter.
Nachdem er Studium und Referendariat als Berufsschullehrer abgeschlossen hatte, startete Bock 2003 noch einmal international beim Fila-Turnier in Palermo und wurde Dritter. Nach dem 2. Platz bei den DM 2004 (bis 66 kg) folgten der Vizemeistertitel 2005 und der Deutsche Meistertitel 2006 mit der Mannschaft des 1. Luckenwalder SC. Von 2006 bis 2007 kämpfte Bock für den SV Germania Weingarten, wo er nach erneutem Kreuzbandriss seine Laufbahn beendete. Daraufhin trainierte er 2008–2009 die Männermannschaft des RC Germania Potsdam und konnte mit seinen Sportlern erste nationale Medaillen erringen. Von 2010 bis 2016 arbeitete er als Lehrertrainer an der Friedrich-Ludwig-Jahn-Oberschule Luckenwalde mit dem Titel Eliteschule des Sports. 2012 erreichten 6 Sportler seiner Trainingsgruppe das Finale bei den Deutschen Einzelmeisterschaften. Am Ende standen einmal Gold, fünfmal Silber und eine Teilnahme bei der Kadetten-WM zu Buche. Von 2014 bis 2016 erkämpften 5 seiner Sportler bei Deutschen Einzelmeisterschaften 7 Meistertitel und eine Teilnahme bei der Kadetten-EM 2016. Das Team des 1. LSC errang den 2. Platz bei den Schülermannschaftsmeisterschaften 2014.